# Катастрофа Ил-14 на Святом Носе
Катастрофа Ил-14 на Святом носе — авиационная катастрофа, произошедшая 14 июня 1981 года на полуострове Святой Нос. Авиалайнер Ил-14М Улан-Удэнского ОАО авиакомпании «Аэрофлот» выполнял плановый внутренний рейс SU-498 по маршруту Северомуйск — Нижнеангарск — Усть-Баргузин — Улан-Удэ, но из-за сложных метеоусловий в Нижнеангарском аэропорту самолёт ушёл в Усть-Баргузин. При заходе на посадку в Усть-Баргузинском аэропорту самолёт врезался в склон горы Маркова на полуострове Святой Нос и полностью разрушился. Погибли все 48 человек на борту — 44 пассажира и 4 члена экипажа.
На 2024 год это крупнейшая авиационная катастрофа в истории Бурятии и самолёта Ил-14.

## Самолёт
Данный Ил-14М (заводской номер — 147001141, серийный — 11-41) был выпущен заводом ММЗ «Знамя Труда» 19 января 1957 года и изначально 28 января был передан югославской авиакомпании JAT Airways, где получил бортовой номер YU-ADF. С 1963 года он уже эксплуатировался в ВВС Югославии сперва под номером 7403, а с 1970 года — 71303. 17 сентября 1970 года самолёт оказался опять в Советском Союзе, где начал эксплуатироваться в Улан-Удэнском авиаотряде Восточно-Сибирского управления гражданской авиации, при этом получив бортовой номер СССР-41838 (по некоторым сведениям, ранее этот номер принадлежал другому Ил-14П, выпущенному в 1957 году и списанному в 1959 году, после аварии). В 1976 году борт 41838 кратковременно эксплуатировался в Тбилисском авиаотряде (Грузинское УГА). Всего на момент катастрофы 24-летний авиалайнер имел в общей сложности 16 185 часов налёта и 18 427 посадок.

## Экипаж
Ил-14 управлял экипаж из 138 авиаотряда, состав которого был:
Командир воздушного судна (КВС) — Алекскей Тимофеевич Мордовский
Второй пилот — Александр Лобсонович Кырмыгенов
Бортмеханик — Александр Васильевич Жарников
В салоне самолёта работала стюардесса Нина Романовна Кришталова

## Хронология событий
В 14:41 по местному времени рейс 498 вылетел из Северомуйского аэропорта, его выполнял Ил-14М борт СССР-41838, летевший из Северомуйска в Улан-Удэ с промежуточными посадками в Нижнеангарске и Усть-Баргузине. Всего на борту находились 48 человек: 44 пассажира (31 взрослый и 13 детей) и 4 члена экипажа.
Из-за сложных метеоусловий Нижнеангарский аэропорт был закрыт, в связи с чем рейс 498 продолжил полёт к следующей промежуточной остановке — Усть-Баргузину, находясь при этом на эшелоне 3600 метров. Над Усть-Баргузином в это время на небе имелись кучево-дождевые облака с нижней границей 1000 метров, ветер был умеренный северо-западный, а видимость составляла 10 километров. Таким образом обстановка по маршруту и аэродрому соответствовала уровню подготовки КВС. В 15:30 экипаж сообщил диспетчеру о пролёте Ангаракана, а в 15:41 вышел на связь с диспетчером ВРДП Улан-Удэ. Из-за большого удаления самолёта от Улан-Удэ, улан-удэнский диспетчер не контролировал полёт по обзорному локатору и радиопеленгатору. В свою очередь, экипаж при ведении авиалайнера не использовал имеющийся комплекс радиотехнических средств, соответствующий техническим требованиям (за исключением радиопеленгатора в аэропорту Усть-Баргузин).
На участке от Ангаракана до Усть-Баргузина на эшелоне полёта 3600 метров ожидался западно-юго-западный ветер (азимут 270°) со скоростью 50 км/ч. Но фактический ветер был юго-юго-западным (азимут 200—220°) со скоростью 25—30 км/ч. Чтобы уточнить своё местоположение, в 16:02 экипаж связался с диспетчером башни аэропорта Усть-Баргузин, при этом не дойдя до рубежа приёма-передачи 75—80 километров, а также не сообщив об этом диспетчеру в Улан-Удэ, таким образом нарушив правила ведения радиообмена. Также, связавшись с диспетчером в Усть-Баргузине, экипаж не стал сообщать своё местоположение, а диспетчер, в свою очередь, не уточнив местоположение самолёта, сообщил условия посадки и предупредил, что радиопеленгатор аэропорта работает неустойчиво. Над Усть-Баргузином к тому времени облачность повысилась (8/10) и опустилась до высоты 800 метров, шёл дождь, дул южный умеренный ветер, а видимость составляла 5 километров. Такая погода соответствовала минимуму аэропорта при правилах полётов по приборам. В 16:16 экипаж, после получения разрешения от диспетчера и после получения обратного пеленга 150°, начал снижаться с высоты 3600 метров до 2700. В 16:18 с самолёта доложили о занятии высоты 2700 метров и переходе на визуальный полёт, а также запросили разрешение на визуальный заход на посадку. В ответ диспетчер дал разрешение выйти на траверз ОПРС со снижением до высоты 1400 метров по давлению аэродрома, а далее снижаться до 400 метров к третьему развороту. В 16:21 экипаж подтвердил получение информации..

### Катастрофа
Находясь над Байкалом, пилоты не видели земли и не знали своего точного местоположения, но, тем не менее, они продолжали снижаться. Фактически же Ил-14 находился на 21 километр правее линии заданного пути. Когда пилоты увидели впереди береговую линию, то решили, что это берег материка, хотя на самом деле это был берег полуострова Святой Нос. Влетев в облако, в 16:22 в 21 километре от аэропорта находящийся на высоте 1250 метров (785 метров над уровнем аэродрома) и выполняющий левый разворот самолёт с левым креном 10° и под углом к горизонту 2—3 ° врезался в покрытый лесом склон (крутизна около 40°) горы высотой 1877 метров, полностью разрушился и сгорел. Все 48 человек на его борту погибли.

## Причины
По данным расследования, диспетчер аэропорта Усть-Баргузин не смог своевременно предупредить отклонение самолёта от заданного маршрута из-за неустойчивых показаний радиопеленгатора (модель АРП-6). Однако работа приводных радиостанций позволяла экипажу, используя показания АРК-5 в сочетании с показаниями гирополукомпаса, выйти на ОПРС Усть-Баргузин, не уклоняясь за пределы трассы. Так как радиокомпасы АРК-5 были полностью разрушены, то точно установить их работоспособность было невозможно. Но учитывая, что от экипажа не поступало претензий по отказам оборудования, был сделан вывод об исправной работе радиокомпасов.
В своих выводах комиссия указала, что катастрофа произошла по вине экипажа и диспетчера. Первому в вину ставили пассивное ведение самолёта, а также начало преждевременного снижения, не имея данных о своём местоположении. Диспетчер был обвинён в пассивном управлении полётами без учёта фактической погодной обстановки.